# Gmina Czeremcha
Die Gmina Czeremcha (belarussisch гміна Чаромха, hmina Čaromcha) ist eine Landgemeinde im Powiat Hajnowski der Woiwodschaft Podlachien in Polen. Ihr Sitz ist das gleichnamige Dorf.

## Geographie
Die Landgemeinde liegt im Süden der Woiwodschaft Podlachien, etwa 20 Kilometer südwestlich der Kreisstadt Hajnówka. In Połowce befindet sich ein Grenzübergang zur nahegelegenen belarussischen Grenze. Bei Stawiszcze entspringt der Nurzec, ein rechter Nebenfluss des Bug.

## Geschichte
Von 1975 bis 1998 gehörte die Gemeinde zur Woiwodschaft Białystok, die infolge der Verwaltungsreform in der Woiwodschaft Podlachien aufging.

## Gliederung
Zur Landgemeinde (gmina wiejska) Czeremcha gehören folgende Ortschaften mit einem Schulzenamt (sołectwo):
- Berezyszcze
- Bobrówka
- Czeremcha
- Czeremcha-Wieś
- Jancewicze
- Kuzawa
- Opaka Duża
- Pohulanka
- Połowce
- Stawiszcze
- Wólka Terechowska
- Zubacze

Weitere Ortschaften der Gemeinde sind
- Borki
- Chlewiszcze
- Derhawka
- Gajki
- Konik
- Opalowanka
- Osyp
- Piszczatka
- Podorabie
- Pożniki
- Repiszcza
- Sielakiewicz
- Terechy
- Turowszczyzna

## Verkehr
Durch das Gemeindegebiet führt die Landesstraße DK 66, die Czeremcha mit Bielsk Podlaski und der belarussischen Grenze verbindet.